# Japanische Faustballnationalmannschaft der Männer
Die japanische Faustballnationalmannschaft der Männer ist die von den Trainern getroffene Auswahl japanischer Faustballspieler. Sie repräsentieren ihr Land auf internationaler Ebene bei Veranstaltungen der International Fistball Association.

## Internationale Erfolge
1999 nahm die japanische Faustballnationalmannschaft in Olten in der Schweiz zum ersten Mal überhaupt an einer Faustball-Weltmeisterschaft teil. Bei den World Games 2001 im japanischen Akita durfte das Nationalteam als Gastgeber starten. Danach folgten weitere Teilnahmen bei den Titelkämpfen von 2003 bis 2011. Nach einer Abstinenz 2015 im argentinischen Córdoba, will der Japanische Faustballverband 2019 wieder eine Nationalmannschaft zu den Titelkämpfen nach Winterthur schicken.

### World Games
| - 2001 in Akita ( Japan): 5. Platz (von 5) |

### Weltmeisterschaften
| - 1999 in der Schweiz: 12. Platz (von 12) - 2003 in Brasilien: 10. Platz (von 10) - 2007 in Deutschland: 12. Platz (von 12) - 2011 in Österreich: 12. Platz (von 12) - 2015 in Argentinien: nicht teilgenommen - 2019 in der Schweiz: 18. Platz (von 18) |

## Kader
Der Kader für die Faustball-Weltmeisterschaft in der Schweiz wird im Vorfeld nominiert.